# أوروبا الجديدة (تعبير سياسي)

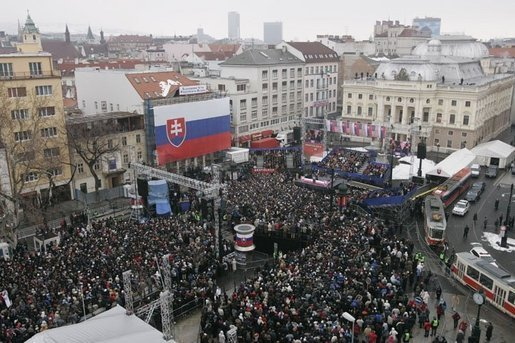
استقبل الرئيس جورج دبليو بوش ورئيس وزراء سلوفاكيا ميكولاس دزوريندا حشد من الآلاف تجمعوا في ميدان هفيزدوسلافوفو في براتيسلافا (فبراير 2005).

أوروبا القديمة وأوروبا الجديدة هي المصطلحات المستخدمة لمقارنة أجزاء من أوروبا مع بعضها البعض. في القرن الحادي والعشرين، تم استخدام المصطلحات من قبل المحللين السياسيين المحافظين في الولايات المتحدة لوصف بلدان ما بعد الشيوعية في أوروبا الوسطى والشرقية بأنها «أحدث» وأجزاء من أوروبا الغربية بأنها «أقدم»، مما يشير إلى أن الأخيرة كانت أقل أهمية جذب مصطلح أوروبا القديمة الانتباه عندما استخدمه وزير الدفاع الأمريكي آنذاك دونالد رامسفيلد في يناير 2003 للإشارة إلى الدول الأوروبية الديمقراطية قبل سقوط الشيوعية في أوروبا، وبعد ذلك قام عدد كبير من الأعضاء الجدد في النهاية بالغنضمام إلى الناتو والاتحاد الأوروبي والهيئات الأوروبية الأخرى.
يمكن أن تعني أوروبا القديمة - بمعنى أوسع - أوروبا بفترة تاريخية أقدم، على عكس الفترة التاريخية الأحدث. قبل استخدام رامسفيلد للمصطلح، استخدم المصطلح في سياقات تاريخية مختلفة للإشارة إلى أوروبا باسم «العالم القديم» على غرار أمريكا كـ«العالم الجديد».

## مصطلح رامسفيلد
في 22 يناير 2003، أجاب رامسفيلد على سؤال من تشارلز جروينهويجسن، الصحفي الهولندي، حول الغزو الأمريكي المحتمل للعراق:  
Rumsfeld: Well, it's -- what do I make of it?
Q: They have no clerics. They have no Muslim clerics there.
Rumsfeld: Are you helping me? (Laughter.) Do you think I need help? (Laughter.)
What do I think about it? Well, there isn't anyone alive who wouldn't prefer unanimity. I mean, you just always would like everyone to stand up and say, Way to go! That's the right thing to do, United States.
Now, we rarely find unanimity in the world. I was ambassador to حلف شمال الأطلسي, and I -- when we would go in and make a proposal, there wouldn't be unanimity. There wouldn't even be understanding. And we'd have to be persuasive. We'd have to show reasons. We'd have to -- have to give rationales. We'd have to show facts. And, by golly, I found that Europe on any major issue is given -- if there's leadership and if you're right, and if your facts are persuasive, Europe responds. And they always have.
Now, you're thinking of Europe as ألمانيا and فرنسا. I don't. I think that's old Europe. If you look at the entire NATO Europe today, the center of gravity is shifting to the east. And there are a lot of new members. And if you just take the list of all the members of NATO and all of those who have been invited in recently -- what is it? Twenty-six, something like that? -- you're right. Germany has been a problem, and France has been a problem.
Q: But opinion polls --
 أضاف رامسفيلد في تلك المناسبة نفسها، أن هذه الدول «ليست ذات أهمية». أصبح رمزا قويا، وخاصة بعد ظهور انقسام حول العراق بين فرنسا وألمانيا وبعض الداخلين الجدد والمتقدمين من وسط وجنوب شرق أوروبا إلى حلف شمال الأطلسي والاتحاد الأوروبي.
ادعى رامسفيلد في وقت لاحق أن تعليقه كان «غير مقصود»، وأنه كان يعني أن يقول «الناتو القديم» بدلاً من «أوروبا القديمة»؛ خلال فترة وجوده سفيرا لدى حلف الناتو، كان هناك خمسة عشر عضوا فقط في التحالف، وقد لعبت فرنسا وألمانيا دورا أكبر بكثير من بعد انضمام العديد من الدول الجديدة (وخاصة أوروبا الشرقية). ومع ذلك، يدعي أنه «كان مسليا من قبل المشاجرة» عندما أصبح المصطلح للنقاش.
تصاعد التوتر الدبلوماسي عندما أشار رامسفيلد في فبراير 2003، إلى أن ألمانيا وكوبا وليبيا كانت الدول الوحيدة التي عارضت تمامًا الحرب المحتملة في العراق (بيان كان صحيحًا رسميًا في ذلك الوقت). وقد فسر هذا الأمر من قبل الكثيرين بأنه سيضع ألمانيا على مستوى مشترك مع الديكتاتوريات التي تنتهك حقوق الإنسان.